# Mischa Haussermann
Michael „Mischa“ Haussermann (* 31. Oktober 1941 in Wien; † 30. August 2021) war ein US-amerikanischer Schauspieler österreichischer Herkunft.

## Leben
Der gebürtige Österreicher Michael Haussermann begann Schauspielerei in den Herbert Berghof Studios zu studieren und wanderte 1965 in die USA aus, wo er die New York University besuchte.
Als Schauspieler war er vor allem in Actionfilmen zu sehen. So spielte er in mehreren Filmen von John McTiernan mit: In Stirb langsam: Jetzt erst recht verkörperte er einen von Grubers Komplizen, in Der 13te Krieger einen der Wikinger und auch in Die Thomas Crown Affäre hatte er eine Rolle. Weitere bekannte Filme, in denen er mitgespielt hat, sind Missing in Action 2 – Die Rückkehr (1985) und Eraser (1996) mit Arnold Schwarzenegger.

## Filmografie
- 1964: DM-Killer
- 1966: Der zerrissene Vorhang (Torn Curtain)
- 1967: Counterpoint
- 1968: In Enemy Country
- 1972: Top Secret (The Salzburg Connection)
- 1972: Deadline
- 1973: Situation
- 1979: Survival Run
- 1979: Goldengirl
- 1984: Der Liquidator (The Evil That Men Do)
- 1985: Missing in Action 2 – Die Rückkehr (Missing in Action 2 – The Beginning)
- 1986: Murphys Gesetz (Murphy’s Law)
- 1987: Assassination
- 1995: Stirb langsam: Jetzt erst recht (Die Hard with a Vengeance)
- 1996: Eraser
- 1999: Der 13te Krieger (The 13th Warrior)
- 1999: Die Thomas Crown Affäre (The Thomas Crown Affair)
- 2002: Rollerball